# Привет, я — медведь Йоги
«Привет, я — медведь Йоги!» (англ. Hey There, It’s Yogi Bear!) — американский полнометражный мультфильм 1964 года, снятый по мультсериалу 1961 года «Мишка Йоги».

## Сюжет
Рейнджер Смит отправляет медведя Йоги из Йеллоустонского парка в Зоопарк Сан-Диего, так как ему надоели проказы Йоги на пикниках, устраиваемых посетителями. Однако Йоги удаётся договориться с медведем по имени Кукурузная Лепёшка поменяться «билетами», и поэтому он вскоре оказывается на свободе в Калифорнии, а потом возвращается в парк.
Тем временем его подруга Синди не знает, что Йоги удалось всех обмануть, и отправляется к нему в Сан-Диего. По пути её похищает владелец цирка. Узнав об этом, Йоги и Бу-бу сбегают из Йеллоустонского парка и начинают своё путешествие через всю страну, чтобы спасти Синди.

## Роли озвучивали
- Доуз Батлер — Мишка Йоги (речь)
- Джеймс Даррен — Мишка Йоги (вокал)
- Билл Ли[англ.] — Мишка Йоги (вокал)
- Дон Мессик — Мишка Бу-Бу[англ.] • Рейнджер Смит[англ.] • ещё 6 персонажей
- Мел Бланк — Грифтер Чиззлинг
- Эрни Ньютон — исполнение песен Бу-Бу
- Джеймс О’Мэлли — Снивли
- Хэл Смит — Кукурузная Лепёшка • Лось
- Робин Уорд — исполнение песен Синди

## Критика
27 мая 1964 года журнал Variety опубликовал положительный отзыв о мультфильме. «… Художественно завершённый во всех отношениях… сценарий слегка многословен, но песни приятны, хотя и не слишком изысканны… на фоне острой нехватки полнометражных мультфильмов на широком экране эта лента будет иметь успех».

## Премьерный показ в разных странах
- США — 3 июня 1964; 17 января 1986 (ре-релиз)
- Финляндия, Западная Германия — 18 декабря 1964
- Япония — 3 июля 1965
- Великобритания — 12 августа 1966
- Исландия — 7 мая 1999

## Факты
- Этот мультфильм — первый, произведённый студией Hanna-Barbera Productions для показа на широком экране; и первый полнометражный мультфильм в мире, снятый по мультсериалу[4][5].
- DVD с мультфильмом поступил в продажу 2 декабря 2008 года (только в Регионе 1)[6].